# We Like 2 Party (BIGBANG歌曲)
《We Like 2 Party》是韓國男子音樂組合BIGBANG的歌曲，也是作為單曲專輯《A》的第二支歌曲，以及「Made Series」系列的第四首單曲，並由YG娛樂於2015年6月1日通過各大數位音樂網站發行線上音源。此曲由Teddy、Kush、Seo Won-jin以及BIGBANG成員G-Dragon及T.O.P共同創作。

## 背景
YG娛樂於2015年5月28日公開第1張《We Like 2 Party》的海報，並翌日釋出第二張海報，公開製作人員名單。這首歌曲被韓國電視台KBS禁播，因為歌詞中带有“Opus One”、“D'yquem”等特定商品品牌信息，以及包含了不雅字詞，因此被判定為不適合播出。對此，YG娛樂表示將不会修改歌詞申請再審，而一同推出的新曲《Bang Bang Bang》則通過了審核 。

## 發行成績
音源發佈後首個星期，《We Like 2 Party》以278,367個下載於Gaon數字榜排行第三位，並於在六月底榮登當月最銷量第二位的單曲，僅次於《Bang Bang Bang》，以及賣出515,406張數位單曲並錄得16.9萬次的串流次數。
這首歌曲在台灣2015年最佳單曲排行第九。

## 音樂錄影帶
《We Like 2 Party》的音樂錄影帶於2015年5月19日在濟州島拍攝，加入成員自己錄製的影片，在拍攝過程中喝了酒，以便在音樂錄影帶中表現更自然的感覺。YG娛樂解釋，他們想帶出BIGBANG放鬆的一面，而不是沉重的BIGBANG。有別於其以前的音樂錄影帶所表現的強勢形象，《We Like 2 Party》的音樂錄影帶表露BIGBANG無憂無慮的一面。告示牌指出BIGBANG表明出自己頑皮的一面和他們深厚的友誼。
根據告示牌，該音樂錄影帶2015年6月在美國和全世界第三名最多觀看次數韓國流行音樂錄影帶 。《We Like 2 Party》被網站KpopStarz選為6月份最佳韓國流行音樂錄影帶之一，並贊揚脫稿、荒謬的音樂錄影帶，令人從頭到尾能隨意而溫馨地感受派對氣氛。

## 排行榜
| 榜單排名 (2015年)                       | 最高名次 |
| --------------------------------------- | -------- |
| 日本熱門100金曲榜（日本告示牌)          | 27       |
| 韓國 (Gaon單曲週榜)                     | 3        |
| 韓國 (Gaon單曲月榜)                     | 4        |
| 韓國 (Gaon單曲年榜)                     | 43       |
| 美國 世界數位單曲（告示牌               | 2        |
| 美國 年末世界數位單曲 - 2015年 (告示牌) | 19       |

銷售
| 榜單                     | 销售       |
| ------------------------ | ---------- |
| 韓國 Gaon數位下載        | 1,206,186+ |
| 美國 告示牌 世界數位單曲 | 7,000      |
| 中國 酷狗                | 714,400    |

## 發行歷史
| 發行地區 | 日期          | 發行形式     | 製作公司     | 發行公司     |
| -------- | ------------- | ------------ | ------------ | ------------ |
| 韓國     | 2015年6月1日  | 數位音樂下載 | YG娛樂       | KT Music     |
| 全球     | 2015年6月1日  | 數位音樂下載 | YG娛樂       | KT Music     |
| 日本     | 2015年6月17日 | 數位音樂下載 | YG娛樂、YGEX | YG娛樂、YGEX |